# Умершие в июне 1945 года
Это список известных людей, соответствующих установленным критериям значимости (см. Википедия:Критерии значимости персоналий), умерших в июне 1945 года.
Причина смерти указывается лишь в исключительных случаях (убийство, самоубийство, гибель в результате военных действий, смертная казнь, ДТП или несчастные случаи). В остальных случаях — не указывается.

## 1 июня
- Гейл, Уолтер Фредерик (79) — австралийский банкир.
- Скадиньш, Август (43) — ливский поэт и прозаик.

## 2 июня
- Николай Василишин — сержант Рабоче-крестьянской Красной Армии, участник Великой Отечественной войны, Герой Советского Союза.

## 3 июня
- Вересаев, Викентий Викентьевич (78) — русский советский писатель.
- Волков, Евгений Фёдорович (21) — старший лейтенант Рабоче-крестьянской Красной армии, участник Великой Отечественной войны, Герой Советского Союза.
- Геллибранд, Джон (72) — британский и австралийский военный и политический деятель.
- Мелентьев, Александр Прокопьевич (29) — участник Великой Отечественной войны, Герой Советского Союза.

## 5 июня
- Адоратский, Владимир Викторович — участник российского революционного движения, советский историк, философ-марксист, академик АН СССР (1932), профессор (1926), доктор исторических наук (1934, директор Института Маркса — Энгельса — Ленина (1931—1939), директор Института философии АН СССР (1936—1939), член Центральной ревизионной комиссии ВКП(б) (1934—1939).
- Юрий Иванкин — участник Великой Отечественной войны, Герой Советского Союза.

## 7 июня
- Иван Бурлаков (27) — участник Великой Отечественной войны, Герой Советского Союза.

## 10 июня
- Борис Калинкин (32) — участник Великой Отечественной войны, Герой Советского Союза.
- Тулуш Кечил-Ооул — участник Великой Отечественной войны, Герой Советского Союза.

## 14 июня
- Григорий Адамов (59) — советский писатель-фантаст.

## 15 июня
- Аврамов, Никола (48) — болгарский художник, мастер натюрморта.

## 16 июня
- Адель Кутуй — советский татарский писатель-фантаст, поэт и драматург, журналист, военный корреспондент.
- Берзарин, Николай Эрастович (41) — советский военачальник, Герой Советского Союза (6 апреля 1945), первый комендант взятого советскими войсками Берлина, генерал-полковник; автокатастрофа.

## 17 июня
- Кирилл Гришко — майор Рабоче-крестьянской Красной Армии, участник Великой Отечественной войны, Герой Советского Союза.

## 18 июня
- Николай Баранов (51) — участник Великой Отечественной войны, Герой Советского Союза.
- Василий Бискупский (67) — русский и украинский военный и политический деятель, генерал от кавалерии.
- Николай Щукин (22) — участник Великой Отечественной войны, Герой Советского Союза.

## 21 июня
- Владимир Йориш (45) — советский композитор и дирижёр. Заслуженный артист Украинской ССР.

## 22 июня
- Джамбул Джабаев (99) — казахский и советский поэт-акын.
- Иван Мирошниченко — участник Великой Отечественной войны, Полный кавалер Ордена Славы.

## 25 июня
- Лазарь Залкинд (59) — советский шахматный композитор.

## 27 июня
- Семён Давыдов (23) — участник Великой Отечественной войны, Герой Советского Союза.
- Вайк Левонян (22) — участник Великой Отечественной войны, старший сержант.